# Krasnousolskij
Krasnousolskij (ros. Красноусольский, baszk. Красноусол) – wieś w Rosji, w Baszkirii, siedziba administracyjna rejonu gafurijskiego, 100 km na południowy wschód od Ufy. W 2002 roku liczyła 11 796 mieszkańców.